# شيريل كلارك
شيريل كلارك (بالإنجليزية: Cheryl Clarke)‏ هي نسوية ‏ وكاتِبة وشاعرة أمريكية، ولدت في 16 مايو 1947 في واشنطن العاصمة في الولايات المتحدة.